# Baixingtu
Baixingtu (kinesiska: 白兴吐, 白兴吐苏木) är en socken i Kina. Den ligger i den autonoma regionen Inre Mongoliet, i den norra delen av landet, omkring 970 kilometer öster om regionhuvudstaden Hohhot. Antalet invånare är 14151. Befolkningen består av 6 849 kvinnor och 7 302 män. Barn under 15 år utgör 16,0 %, vuxna 15-64 år 77 %, och äldre över 65 år 5,0 %.
Genomsnittlig årsnederbörd är 668 millimeter. Den regnigaste månaden är juni, med i genomsnitt 147 mm nederbörd, och den torraste är januari, med 5 mm nederbörd.